# Бригада Джорджа Джексона
Бригада Джорджа Джексона — революционная группа, основанная в середине 1970-х годов, базирующаяся в Сиэтле, штат Вашингтон. Была названа в честь Джорджа Джексона, заключенного-диссидента и члена «Чёрных пантер», застреленного во время предполагаемой попытки побега из тюрьмы Сан-Квентин в 1971 году. Группа объединила ветеранов женского освободительного движения, представителей ЛГБТ+ и чернокожих заключенных.
Участники включали два экс-довода «против»: Эд Мид и Джон Шерман и активисты тюремных прав: Брюс Сейдель, Рита «Филиал» Браун и Тереза Купез. К ним позже присоединился Марк Кук, который был единственным афроамериканцем в группе. Они были вовлечены в сильные действия и утверждали, что применили силу, чтобы свергнуть правительство Соединенных Штатов или правительство штата Вашингтон. Группа оправдала их действия, утверждая к далее концам революции масс свергать существующие структуры правительственного и международного бизнеса и устанавливать систему коммунизма. В различных коммюнике группа требовала кредита на ограбления банка, бомбежки, нападения на таможни, суды, магазины Safeway, предприятия коммунального обслуживания и средства для исправления.
Организация была идеологически разнообразной, состояла как из коммунистов, так и из анархистов. С 1975 по 1977 год она участвовала в ряде взрывов и других нападений на правительственные и деловые места, а также в ограблениях банков. К концу этого периода группа распалась, многие из ее членов были убиты или заключены в тюрьму.
23 января 1976 отделение Теквила Тихоокеанского Национального банка было ограблено несколькими вооруженными мужчинами включая Мед, Шерманом, Siedel и Куком. Мед был захвачен, Шерман был ранен в челюсть, и Seidel был убит. Кук сбежал в автомобиле. Шесть недель спустя Кук освободил Шермана после стрельбы в его полицейский эскорт (Шериф округа Кинг Чиновник Верджил Джонсон), когда они вышли из Медицинского центра Harborview, но Кук был захвачен на следующий день. Шерман оставался свободным в течение двух лет перед его возвращением.
Мед был выпущен в 1993 после обслуживания 18 лет в государственных и федеральных учреждениях. Шерман, который позже убежал — снова — из федеральной тюрьмы в Калифорнии, был освобожден в 1998. Браун, Купез, и Джанин Бертрам, все бесплатно после служит четыре - восьмилетним приговорам. Марк Кук оставался в тюрьме в течение 24 лет до 2000.

## Формирование
В 1974 году Эд Мид отправился в Сан-Франциско, всего через несколько лет после своего освобождения из тюрьмы, в надежде связаться с Симбионистской освободительной армией. Однако, когда он прибыл туда, он присоединился к другой группе, Фронту освобождения Нового Света, где он научился делать самодельные бомбы.
По возвращении домой в Сиэтл он встретился со своим другом Брюсом Зайделем. Они решили взяться за оружие за свои политические убеждения. Эти двое решили выполнить обещание бывшего лейтенанта «Чёрных пантер» Джорджа Джексона. Таким образом появилось название «Бригада Джорджа Джексона».

## Идеология и деятельность
Бригада Джорджа Джексона представляла собой смесь коммунистической и анархистской идеологий. Он участвовал в насильственных действиях и выступал за применение силы для свержения правительства Соединенных Штатов или правительства штата Вашингтон, пытаясь инициировать народное восстание и привлечь внимание к условиям содержания заключенных в тюрьме в Уолла-Уолла и тюрьме на острове Макнейл.
Основная цель Бригады Джорджа Джексона заключалась в том, чтобы заменить капиталистическое правительство более гуманным. Бригада также стремилась к перераспределению богатства.
Бригада Джорджа Джексона заявила, что правящий класс встретит любую революцию насилием, поэтому они должны быть готовы к применению насилия сами. После каждой проведенной ими атаки, успешной или неудачной, они отправляли коммюнике, объясняющее, почему каждое место подверглось нападению. Они также использовали эти коммюнике как способ связи с властями. В различных коммюнике группа брала на себя ответственность за ограбления банков, взрывы бомб, нападения на таможни, здания судов, магазины Safeway, коммунальные службы и исправительные учреждения.
Их второе нападение на продуктовый магазин Safeway на Капитолийском холме в Сиэтле также стало их первой неудачей как группы. Группа спрятала самодельную бомбу в 50-фунтовом пакете собачьего корма, который она оставила в магазине. Эд Мид утверждал, что затем он позвонил в магазин Safeway и сообщил им о бомбе, но его предупреждение было отклонено как розыгрыш, а пресса Сиэтла сообщила, что он набрал неправильный номер. В результате взрыва пострадало несколько мирных жителей, что вызвало критику нападения.